# Landesarbeitsgemeinschaft Gedenkstätten und Erinnerungsorte in Schleswig-Holstein
Die Landesarbeitsgemeinschaft Gedenkstätten und Erinnerungsorte in Schleswig-Holstein e.V. (LAGSH) ist ein gemeinnütziger Zusammenschluss von Einrichtungen aktiver Bildungsarbeit in Schleswig-Holstein zur Erinnerung an die Verfolgung und Verbrechen des Nationalsozialismus und dessen „zweiter Geschichte“.

## Geschichte
Die Landesarbeitsgemeinschaft Gedenkstätten und Erinnerungsorte in Schleswig-Holstein e. V. wurde im April 2012 auf Initiative von zehn schleswig-holsteinischen Gedenkorten gegründet. Im Jahr darauf erlangte die LAGSH den Status eines eingetragenen gemeinnützigen Vereins. 2019 erfolgte eine Satzungsänderung, seither wird der Vorstand von einem Beirat beratend begleitet. Die LAGSH zählt zu den kulturellen Dachverbänden des Landes Schleswig-Holstein.

## Organisation und Kooperationen

### Organisation
Die LAGSH fördert die Vernetzung der Gedenkstätten und Erinnerungsorte in Schleswig-Holstein und vertritt deren Interessen auf Landes- und Bundesebene.
Der Verein finanziert sich durch Mitgliedsbeiträge und Fördermittel der Bürgerstiftung Schleswig-Holsteinische Gedenkstätten (BGSH).
Am 4. April 2025 wählte die Mitgliederversammlung Vorstand und Beirat neu:
Vorstand:
- Heino Schomaker, Vorsitzender (Gedenkstätte Ahrensbök)
- Dr. Katja Happe (stellv. Vorsitzende, KZ-Gedenk- und Begegnungsstätte Ladelund)
- Indre Schmalfeld, Kassenwartin (Theodor-Mommsen-Schule Bad Oldesloe, KZ-Gedenkstätte Kaltenkirchen)
- Christiana Lefebvre Schriftführerin (Gedenkstätte Henri-Goldstein-Haus Quickborn)

Ehrenvorsitzende ist die Mitgründerin und langjährige Vorsitzende Uta Körby.
Beirat:
- Raimo Alsen (Grund- und Gemeinschaftsschule der Stadt Pinneberg)
- Prof. Dr. Gerhard Fouquet (Christian-Albrechts-Universität zu Kiel)
- Mirjam Gläser (Jüdisches Museum, Rendsburg)
- Charlotte Haugg (KZ-Gedenkstätte Husum-Schwesing)
- Karola Koch (Gemeinschaftsschule Meldorf, Kreisfachberaterin für Kulturelle Bildung)
- Manja Krausche, stellv. Sprecherin des Beirats (Gedenkstätte Ahrensbök)
- Medi Kuhlemann, stellv. Sprecherin des Beirats (Aktion Kinder- und Jugendschutz Schleswig-Holstein e.V., Landeskoordinatorin Schleswig-Holstein von Schule ohne Rassismus - Schule mit Courage)
- Hauke Petersen (Stellv. des Landesbeauftragten für politische Bildung Schleswig-Holstein, Kiel)
- Dr. Jens Rönnau, Sprecher des Beirats (Verein Mahnmal Kilian e. V./Flandernbunker Mahnmal Kilian Kiel)
- Dr. Harald Schmid, (Bürgerstiftung Schleswig-Holsteinische Gedenkstätten)
- Thomas Tschirner (Immanuel-Kant-Schule Neumünster, KZ-Gedenkstätte Kaltenkirchen)

Institutionelle Mitglieder der Landesarbeitsgemeinschaft:
- Gedenkstätte Ahrensbök
- Kultur- und Gedenkstätte Ehemalige Synagoge Friedrichstadt
- Gedenkstätte Gudendorf
- Mahnmal Harrislee-Bahnhof, Harrislee
- KZ-Gedenkstätte Husum-Schwesing
- KZ-Gedenkstätte Kaltenkirchen in Springhirsch
- Erinnerungs- und Bildungsstätte Flandernbunker Kiel - Mahnmal, Denkort, Museum
- Gedenkort „Arbeitserziehungslager Nordmark“ Kiel-Russee
- KZ-Gedenk- und Begegnungsstätte Ladelund
- Gedenkstätte Lutherkirche, Lübeck
- Gedenkstätte Lübecker Märtyrer, Lübeck
- Museum Cap Arcona, Neustadt in Holstein
- Träger- und Förderverein Henri-Goldstein-Haus Quickborn
- Jüdisches Museum, Rendsburg
- Gedenkort KZ Kuhlen, Rickling

### Kooperationen
Die LAGSH ist Mitglied in der 2020 gegründeten bundesweiten Interessenorganisation Verband der Gedenkstätten in Deutschland e. V. (VGDF). Zuvor war sie Mitglied im – im VGDF aufgegangenen – FORUM der Landesarbeitsgemeinschaften der Gedenkstätten, Erinnerungsorte und -initiativen in Deutschland.
Sie arbeitet eng zusammen insbesondere mit der Bürgerstiftung Schleswig-Holsteinische Gedenkstätten, dem Landesbeauftragten für politische Bildung, der Heinrich-Böll-Stiftung Schleswig-Holstein. Weitere Kooperationspartner sind u. a. das Forum Erinnerungskultur Lübeck, die Gesellschaft für Schleswig-Holsteinische Geschichte und Gegen Vergessen – Für Demokratie Schleswig-Holstein und das länderübergreifende Netzwerk Cap-Arcona-Gedenken.

## Aufgaben und Aktivitäten
Neben der Interessenvertretung auf Landes- und Bundesebene unterstützt die LAGSH ihre mittlerweile 15 Mitgliedseinrichtungen in jeglichen Fragestellungen rund um die Gedenkstättenarbeit und fördert den Austausch der Einrichtungen untereinander. Sie berät die Kulturpolitik des Landes im zuständigen Ministerium und im Schleswig-Holsteinischen Landtag. Darüber hinaus begleitet und unterstützt sie erinnerungskulturelle Projekte einzelner Gedenkstätten sowie von Kommunen. Die LAGSH organisiert hierzu beispielsweise Regionalkonferenzen und Tagungen, insbesondere die jährliche Landesgedenkstättentagung. Für ihre Mitglieder bietet sie regelmäßig Fortbildungen und Exkursionen an. In diesem Rahmen widmet sie sich immer wieder Schwerpunktthemen, beispielsweise der Frage einer diversen Erinnerungskultur oder der Herausforderung der Digitalisierung für die Gedenkstättenarbeit.
Beispiele aus der erinnerungskulturellen und geschichtspolitischen Arbeit der LAGSH:
- Seit 2013 ist die LAGSH Mitveranstalter der seit 2000 stattfindenden Landesgedenkstättentagung in Schleswig-Holstein; seit 2019 findet im zweijährigen Wechsel die Gemeinsame Gedenkstättentagung Mecklenburg-Vorpommern und Schleswig-Holstein statt, die sie ebenfalls als Kooperationspartner mit veranstaltet.[14][15]
- Aus Anlass des 70. Jahrestages der Verabschiedung der "Allgemeinen Erklärung der Menschenrechte" durch die Generalversammlung der Vereinten Nationen organisierte die Landesarbeitsgemeinschaft 2018 einen landesweiten Aktionstag zum internationalen Tag der Menschenrechte.[16][17][18]
- 2019 initiierte die LAGSH zusammen mit der Heinrich-Böll-Stiftung Schleswig-Holstein und der Gesellschaft für Schleswig-Holsteinische Geschichte eine erfolgreiche Petition, die das Ziel hatte, den 8. Mai 1945 in Schleswig-Holstein zum förmlichen Gedenktag zu etablieren.[19] Mit den Stimmen aller Fraktionen (und gegen das Votum der AfD-Abgeordneten) beschloss der Schleswig-Holsteinische Landtag am 19. Juni 2020, den 8. Mai künftig als Gedenktag zu begehen. Erweitert um die Bürgerstiftung Schleswig-Holsteinische Gedenkstätten hat der Initiativkreis Gedenktag 8. Mai in Schleswig-Holstein zum 8. Mai 2021 landesweit zu Aktionen aufgerufen.[20][21]
- Mit einer Tagung und einem Festakt beging die Landesarbeitsgemeinschaft 2022 ihr zehnjähriges Jubiläum, das sie zusammen mit der BGSH feierte, die ihr 20-jähriges Bestehen beging.[22]
- 2022 hat die LAGSH die Wanderausstellung "Das Gedächtnis des Landes. Gedenkstätten und Erinnerungsorte in Schleswig-Holstein" entwickelt.[23]
- Nach dem Pogrom der Hamas gegen Israel Im November 2023 wandte sich die LAGSH zusammen mit der Bürgerstiftung Schleswig-Holsteinische Gedenkstätten in einer öffentlichen Erklärung gegen Israel-Hass und Antisemitismus.[24]
- 2024/25 unterstützte die LAGSH maßgeblich das Projekt „Steinerne Zeugen. Beschilderung der jüdischen Friedhöfe in Schleswig-Holstein“.[25]
- Im Januar 2025 protestierte die LAGSH zusammen mit anderen Akteuren mit einem Offenen Brief gegen eine Gedenkveranstaltung des Schleswig-Holsteinischen Landtages aus Anlass des Gedenktages 27. Januar in Flensburg-Mürwik, dem historischen Ort der letzten nationalsozialistischen Regierung unter Karl Dönitz.[26][27]